# Christoph Caspar Höschel
Christoph Caspar Höschel (* 4. März 1744 in Augsburg; † 23. März 1820 ebenda) war ein „Mechanicus und Opticus in Augsburg“. Er führte die Werkstatt des Präzisionsmechanikers Georg Friedrich Brander nach dessen Tod 1783 erfolgreich fort.

## Leben
Höschel war vermutlich das erstgeborene Kind des Schuhmachers Johann Daniel Höschel und dessen erster Ehefrau Anna Maria geb. Vetter. 1760 verließ er das Gymnasium und trat in den Dienst Branders ein. Schon zwei Jahre später äußerte sich Brander begeistert über die Fähigkeiten Höschels: „Dieser Mensch kommt mir nimmermehr von meiner Seite.“
Höschel heiratete am 22. November 1774 die älteste Tochter Barbara Euphrosina (* 28. Dezember 1754) seines Arbeitgebers; dieser Verbindung entstammen vier Töchter (* 1775, 1777, 1781 und 1783) und drei Söhne (* 1776, 1785 und 1787). Bald darauf, 1775, wurde er Teilhaber des florierenden Betriebes seines Schwiegervaters und führte diesen nach dessen Tod alleine fort. Höschel starb 1820 mit 76 Jahren; die Werkstätte wurde von seinem Sohn übernommen, verlor aber an Bedeutung.
Zwischen 1772 und 1782 unterrichtete Höschel zudem Mathematik und Physik am Anna-Gymnasium.

## Werke
- Christoph Caspar Höschel, Mechanikus und Optikus in Augsburg, Beschreibungen seiner bey ihm verfertigten mechanischen und mathematischen Instrumenten. Band 1. Klett- und Frankischen Buchhandlung, Augsburg 1797, urn:nbn:de:bvb:12-bsb10708127-6.
- Hoeschel, Christoph C.: Catalog verschiedener mathematisch-physikalisch- und astronomischer Instrumente, welche in dem ehemaligen Branderschen Laboratorio verfertiget werden. urn:nbn:de:bvb:12-bsb11278263-5.
- Christoph Caspar Hoeschels Kurze Beschreibung eines neuen bei ihm verfertigten Winkel- oder Scheibeninstruments. Klett, Augsburg 1794, urn:nbn:de:bvb:12-bsb10080776-3.
- G. F. Brander / Höschel: Deutliche Anweisung zu dem Gebrauche des neuen elektrischen Werkzeuges, welches von seinem Erfinder dem Cavallieri di Volta den Namen Elektrophor erhalten … : den Liebhabern gewidmet, welche sich ein dergleichen Elektrophor mit allem Zugehör anzuschaffen Belieben tragen sollten. 1777.